# Mohammed Gargo
Mohammed Gargo (ur. 19 czerwca 1975 w Akrze) – piłkarz ghański grający na pozycji obrońcy. W latach 1992–2001 grał w reprezentacji Ghany.

## Kariera klubowa
Karierę piłkarską Gargo rozpoczął w klubie Real Tamale United. W jego barwach zadebiutował w 1991 roku w ghańskiej Premier League. W Real Tamale występował do końca 1991 roku.
W 1992 roku Gargo wyjechał do Europy, a jego pierwszym klubem na tym kontynencie było Torino Calcio. Przez półtora roku nie zdołał jednak zaliczyć debiutu w Serie A i w 1993 roku trafił do Niemiec, gdzie został piłkarzem Borussii Dortmund. Nie przebił się jednak do składu pierwszej drużyny Borussii i grał jedynie w jej rezerwach. W 1994 roku odszedł do Bayernu Monachium, gdzie również grał w rezerwach. Na początku 1995 roku był piłkarzem Stoke City, w którym nie rozegrał żadnego spotkania.
Latem 1995 Gargo został zawodnikiem włoskiego Udinese Calcio. W pierwszym zespole z Udine zadebiutował jednak dopiero w sezonie 1996/1997. W 1998 roku zajął z nim 3. miejsce w Serie A, najwyższe w historii klubu. W sezonie 2002/2003 był wypożyczony do drugoligowej Venezii, a w 2004 roku odszedł do innego drugoligowca, Genoi. Piłkarzem Genoi był do 2005 roku.
Kolejnym klubem w karierze Gargo był katarski Al-Wakrah. W Katarze grał w latach 2005–2007. W 2007 roku wrócił do Ghany i przez sezon grał w Ashanti Gold, w którym w 2008 roku zakończył karierę.
| Sezon   | Klub                 | Kraj   | Rozgrywki      | Mecze | Bramki |
| ------- | -------------------- | ------ | -------------- | ----- | ------ |
| 1991/92 | Real Tamale United   | Ghana  | Premier League | ?     | ?      |
| 1991/92 | Torino Calcio        | Włochy | Serie A        | 0     | 0      |
| 1992/93 | Torino Calcio        | Włochy | Serie A        | 0     | 0      |
| 1993/94 | Borussia Dortmund II | Niemcy | Regionalliga   | ?     | ?      |
| 1994/95 | Bayern Monachium II  | Niemcy | Regionalliga   | ?     | ?      |
| 1994/95 | Stoke City           | Anglia | Division One   | 0     | 0      |
| 1995/96 | Udinese Calcio       | Włochy | Serie A        | 0     | 0      |
| 1996/97 | Udinese Calcio       | Włochy | Serie A        | 18    | 0      |
| 1997/98 | Udinese Calcio       | Włochy | Serie A        | 4     | 0      |
| 1998/99 | Udinese Calcio       | Włochy | Serie A        | 11    | 0      |
| 1999/00 | Udinese Calcio       | Włochy | Serie A        | 19    | 0      |
| 2000/01 | Udinese Calcio       | Włochy | Serie A        | 21    | 2      |
| 2001/02 | Udinese Calcio       | Włochy | Serie A        | 13    | 0      |
| 2002/03 | SSC Venezia          | Włochy | Serie B        | 18    | 0      |
| 2003/04 | Udinese Calcio       | Włochy | Serie A        | 2     | 0      |
| 2003/04 | Genoa CFC            | Włochy | Serie B        | 20    | 0      |
| 2004/05 | Genoa CFC            | Włochy | Serie B        | 24    | 0      |
| 2005/06 | Al-Wakrah            | Katar  | Q-League       | ?     | ?      |
| 2006/07 | Al-Wakrah            | Katar  | Q-League       | ?     | ?      |
| 2007/08 | Ashanti Gold         | Ghana  | Premier League | ?     | ?      |

## Kariera reprezentacyjna
W reprezentacji Ghany Gargo zadebiutował w 1992 roku. W 1992 roku był w kadrze Ghany na Puchar Narodów Afryki 1992 i wystąpił na nim dwukrotnie: z Zambią (1:0) i z Egiptem (1:0). Z kolei w 1998 roku zagrał w 2 meczach Pucharu Narodów Afryki 1998: z Tunezją (2:0 i gol) oraz z Togo (1:2). W 2000 roku był powołany do kadry na Puchar Narodów Afryki 2000. Na tym turnieju rozegrał 2 mecze: z Kamerunem (1:1) i z Wybrzeżem Kości Słoniowej (0:2). W kadrze narodowej grał do 2001 roku.
Gargo grał również w reprezentacjach młodzieżowych Ghany. W 1991 roku wraz z kadrą U-17 wywalczył mistrzostwo świata na Mistrzostwach Świata 1991. Z kolei w 1992 roku zdobył brązowy medal na Igrzyskach Olimpijskich w Barcelonie (na tym turnieju strzelił 1 gola). W 1993 roku z reprezentacją U-20 wywalczył wicemistrzostwo świata podczas Mistrzostw Świata 1993.